# Royal Marines
I Royal Marines (RM) sono un Corpo di fanteria di marina del Naval Service delle forze armate britanniche, addestrata come forza da sbarco, ma anche per la guerra in montagna ed in zone artiche.
In grado di operare in piena autonomia su ogni tipo di terreno e grazie al particolare addestramento come una forza di commando, il corpo è un elemento chiave delle forze di dispiegamento rapido del paese, capace di raggiungere velocemente ed essere immediatamente pronto al combattimento su ogni tipo di territorio nel mondo.
Il loro motto, Per mare, per terram, è lo stesso della Brigata marina "San Marco". I Royal Marines non sono parte della Royal Navy ma sono un corpo autonomo.

## Storia
Sono stati formati nel 1775 come fanteria di marina per la Royal Navy. Tuttavia, si può far risalire le sue origini alla formazione del reggimento di fanteria marittima del  "Duca di York e Albany" il 28 ottobre 1664.
Nella loro storia, i Royal Marines hanno preso parte a tutte le grandi guerre, combattendo a fianco dell'esercito britannico - tra cui la guerra dei sette anni, le guerre napoleoniche, la guerra di Crimea.
Durante la prima guerra mondiale, oltre alle loro abituali postazioni a bordo delle navi, i Royal Marines facevano parte della divisione che in Belgio nel 1914 aiutò a difendere Anversa e successivamente parteciparono al sbarco anfibio a Gallipoli nel 1915. La Royal Marines ha anche preso parte al Raid di Zeebrugge nel 1918. Nella seconda guerra mondiale battaglioni della Divisione Royal Marine sono stati riorganizzati come Commandos, unendoli con il British Army Commandos. Le truppe di supporto hanno preso parte al D-Day in Normandia nel giugno del 1944.
La guerra delle Falkland ha visto in azione i Royal Marines. Quando l'Argentina invase le isole nel mese di aprile 1982 una task force britannica è stata immediatamente spedita a riconquistarle, con un assalto anfibio in cui i Royal Marines sono stati pesantemente coinvolti. Le truppe sono sbarcate nelle East Falkland, con la capitale, Stanley, che cadde il 14 giugno 1982.

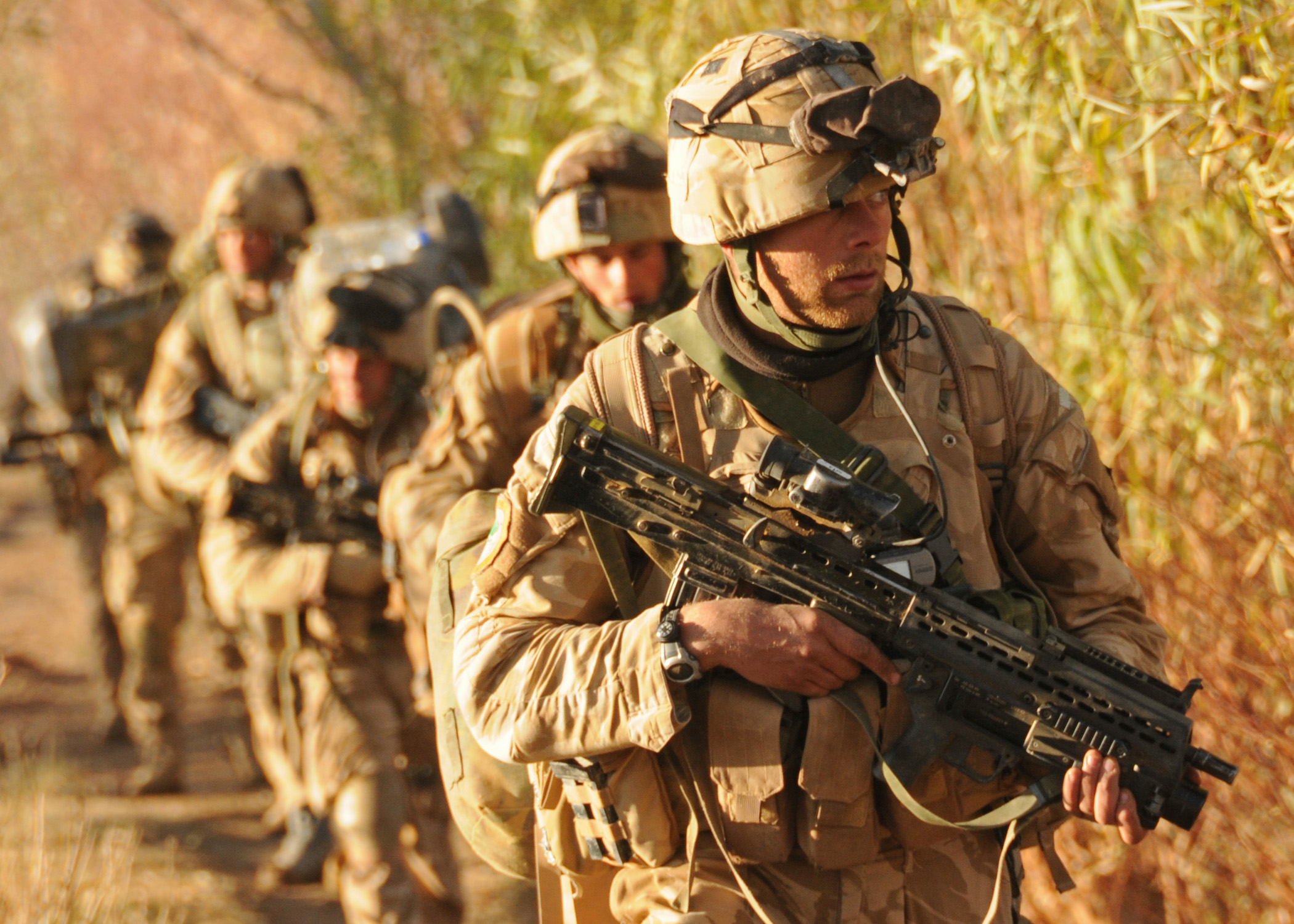
Royal Marines in Afghanistan nel gennaio 2009

In tempi recenti il Corpo è stato ampiamente utilizzato in ruoli di guerra di proiezione, come la guerra del Golfo, la guerra in Bosnia, la guerra del Kosovo, la guerra civile in Sierra Leone, l'Iraq e la guerra in Afghanistan. I Royal Marines hanno stretti legami internazionali con le forze alleate anfibie.

## Organizzazione
I Royal Marines sono così organizzati:
- Comandante generale dei Royal Marines - un maggior generale, comandante della forza anfibia del Regno Unito (COMUKAMPHIBFOR)
  - 3 Commando Brigade - una brigata di fanteria di marina
  - 40 Commando
  - 42 Commando
  - 45 Commando
  - 43 Commando Fleet Protection Group Royal Marines, in precedenza Comacchio Group Royal Marines (dal nome delle Valli di Comacchio dove, nella seconda guerra mondiale, svolsero la cosiddetta operation Roast)
  - Commando Logistic Regiment
  - 30 Commando - intelligence
- 47 Commando (Raiding Group) - precedentemente 1 Assault Group Royal Marines
- Commando Training Centre - addestramento
- Special Boat Service - forze speciali
  - Special Forces Support Group - una compagnia di supporto